# Satya Rani Chadha
Satya Rani Chadha (zm. 2014) – inicjatorka ruchu przeciwko wymuszeniom posagów w Delhi i północnych Indiach. Jej działalność po śmierci ciężarnej córki w roku 1979 doprowadziła do zmian w indyjskim prawie oraz została nagrodzona nagrodą Neerja Bhanot. Była także współzałożycielką pierwszego pozarządowego schronienia dla kobiet Shakti Shalini.